# Апокалипсис (Marvel Comics)
Апокалипсис, или Эн Сабах Нур (англ. Apocalypse, En Sabah Nur) — могущественный суперзлодей из комиксов Marvel, один из главных врагов Людей Икс. Апокалипсис был создан Джексоном Гайсом и Луизой Симонсон на основе Дарксайда и Нъярлофотепа, его первое появление произошло в комиксе X-Factor #6 (июнь 1986). Апокалипсис является главным противником Людей Икс в фильме «Люди Икс: Апокалипсис» (2016), где его роль исполнил Оскар Айзек.
До 2023 года возглавлял вместе с Магнето и Профессором Икс государство мутантов Кракоа.

## Биография
Апокалипсис — один из первых мутантов, появившихся на земле, и один из самых сильных и могущественных мутантов во Вселенной Марвел, обладает многими сверхъестественными способностями (которые отнял у других мутантов), включая огромную силу, неуязвимость и способность изменять свою массу и форму. Сам он утверждает, что превосходит мутантов настолько, насколько мутанты превосходят обычных людей. Апокалипсиса сопровождают четверо слуг — Всадники Апокалипсиса, что является отсылкой к Четырём всадникам Апокалипсиса из последней книги Нового Завета. Апокалипсис — второй по возрасту из известных мутантов после Селены, он родился в середине XXX века до н. э. в Египте. После обретения сверхъестественных сил он стал «божеством смерти» в мифологии нескольких древних народов. Однако наибольшую активность он проявлял на рубеже 20-го и 21-го веков, когда количество мутантов значительно возросло. И он собирал себе новых Всадников, чьи силы значительно усиливал. Апокалипсис стремится провести свой экстремальный евгенический эксперимент: лишь сильнейшие имеют право на выживание — и он собирается определить, кто является лучшим.

## Силы и способности
Апокалипсис — древний мутант, рождённый с множеством сверхчеловеческих способностей, которые ещё больше усилились после слияния с небесной технологией. Он является бессмертным существом с полным контролем над молекулами своего тела, позволяя ему изменять свою форму по своему усмотрению, например, позволяя своему телу стать чрезвычайно податливым и гибким, улучшить свои физические способности, превращать свои конечности в оружие, крылья или струи, восстанавливаться от смертельных травм (генерируя широкий спектр сил по желанию) и приспосабливать свое тело к видимому какой-либо болезни или враждебной среде. Он также может проектировать и поглощать энергию и также способен к технопатии, имея возможность напрямую взаимодействовать с различными технологиями, которые он имеет в своем распоряжении. Благодаря небесным технологиям Апокалипсис ещё больше усилил свои способности.
Помимо его сверхчеловеческих сил, Апокалипсис необычайно гениален и является научным гением со знаниями в различных областях науки и техники, включая физику, инженерию, генетику и биологию, все из которых более развиты, чем обычная наука. Апокалипсис обладает знаниями о небесной технологии, которую он использует для своих собственных целей, таких как изменение мутантов или обычных людей. Апокалипсис — также квалифицированный демагог и мастерский стратег.
В фильме «Люди Икс: Апокалипсис» его способности изображаются как способности мутанта Омега уровня 5 класса, по силе уступающие только Джин Грей мутанту сверх Омега уровня 12 класса. Апокалипсис управляет элементом земли и песка (в предыдущем фильме показан создающим пирамиды Гизы); апартируется; способен перемещать свое сознание в чужие тела. Ещё одной из его похищенных способностей является его умение усиливать способности других мутантов, заставив почувствовать всю свою силу целиком. Мутанты, чьи возможности он увеличивает, иногда берут с собой в качестве учеников возможных помощников, и рассматриваются как его дети; однако, даже в такой роли, данный мутант внезапно может считаться непригодным для Апокалипсиса и изгнанным в любое время.

## Вне комиксов

### На телевидении
- Мультсериал «Люди Икс» (1992—1997)
- Мультсериал «Люди Икс: Эволюция» (2000—2003)
- Мультсериал «Росомаха и Люди Икс» (2009)
- Люди Икс 97' (2024 - н. в.)

### Видеоигры
- X-Men 2: Clone Wars (Sega Mega Drive/Genesis) и X-Men: Mutant Apocalypse[англ.] (SNES) — Апокалипсис является одним из боссов.
- X-Men Legends II: Rise of Apocalypse является главным антагонистом
- X-Men: Reign of Apocalypse[англ.]
- В игре X2: Wolverine's Revenge появился в последнем ролике после битвы с Леди Смертельный Удар, однако в самой игре не присутствует.
- Является финальным боссом в игре X-Men vs Street Fighter (Playstation 1)
- Играбельный персонаж в Marvel: Future Fight
- Присутствует в игре Marvel: Contest of Champions

### Фильмы
- Юный Эн Сабах Нур появляется в сцене после титров фильма «Люди Икс: Дни минувшего будущего» (2014), где его сыграл Брендан Педдер.
- Апокалипсис является главным противником Людей Икс в фильме «Люди Икс: Апокалипсис» (2016), где его роль исполнил Оскар Айзек[2][3][4][5][6][7]. По сюжету, Эн Сабах Нур (Апокалипсис) был погребён под руинами пирамиды в результате диверсии его подчиненных во времена древнего Египта. Там он пролежал до наших дней, и был найден группой религиозных фанатиков. Свет солнца, проходящий через раскопки, запустил механизм пробудивший Апокалипсиса. Очнувшись, Апокалипсис задаётся целью создания лучшего мира. Он привлекает на свою сторону Шторм, Псайлок, Ангела и Магнето (четыре всадника Апокалипсиса) и берёт в плен Чарльза Ксавьера (Профессор Икс), надеясь завладеть его телом и как следствие — телепатией. Однако, Люди Икс встают у него на пути и вступают с ним в бой. В итоге Апокалипсис был уничтожен Джин Грей и другими Людьми Икс при помощи Чарльза, Магнето и Шторм.

## Факты
- В мультсериале «Люди Икс» (1992—1997) происхождение Апокалипсиса не обсуждалось, но упоминается что он был фараоном в Древнем Египте и смертен — Апокалипсис стареет и вынужден восстанавливать свои силы и молодость с помощью технологий Небесных, также возможной дезинформацией является факт, что Эн Сабах Нура можно убить повреждением позвоночника.
- В 2008 году Апокалипсис получил 3 место в списке 10 врагов Людей Икс на сайте Marvel.com[8].
- В 2009 году Апокалипсис занял 24 место в списке 100 лучших злодеев комиксов по версии IGN[9].